# 581. pehotni polk (Wehrmacht)
Za druge 581. polke glejte 581. polk.
581. pehotni polk (izvirno nemško Infanterie-Regiment 581) je bil eden izmed pehotnih polkov v sestavi redne nemške kopenske vojske med drugo svetovno vojno.

## Zgodovina
Polk je bil ustanovljen 28. oktobra 1940 kot polk 13. vala na področju WK VI iz delov 184. in 505. pehotnega polka; polk je bil dodeljen 306. pehotni diviziji.
15. marca 1942 so bili deli polka izvzeti iz sestave ter dodeljeni 669. in 671. pehotnemu polka; odvzeti deli so bili nadomeščeni. 14. četa je bila ustanovljena 17. julija 1942.
15. oktobra 1942 je bil polk preimenovan v 581. grenadirski polk.